# Солтани (рід)

Герб Солтан

Солтан або Пересвіт-Солтан — давній шляхетний рід, герба свого імені («Вренби», змінений Абданк).
Рід руського (українсько-білоруського) походження. 

## Геналогія
- Олександр Юрійович (? — після 1454) — підскарбій земський (бл. 1442—1454). Мав п'ятьох синів та дочку, від яких пішли роди Солтанів, Загоровських, Богушевичів та ін. У багатьох працях помилково зараховується до роду Солтанів, хоча це прізвище почали носити лише нащадки його сина Солтана.
  - Андрій Олександрович був підскарбієм Великого князівства Литовського 1486—1492.
    - Іван Андрійович був підскарбієм надвірним Литовським (1507—1554)

  - Солтан Олександрович — маршалок королівським, намісник Слонімський і Новогрудський (1483—1490).
    - Олександр Солтанович — маршалок господарський (1514—1554)
      - Іван Олександрович Солтан — маршалок господарський (1572—1577)

Станіслав Солтан був хорунжим великим (1782), підкоморієм великим (1790) і маршалком надвірним Литовським (1791). Приналежність його до роду Солтанів дискусійна, оскільки У Речі Посполитій існувало кілька родів з такою назвою. 
Рід Солтан, поділені на кілька гілок, внесений в ч. VI. рід. кн. Мінської, Гродненської, Могильовської, Київської, Волинської губерній.